# On-off keying
L'On-Off Keying (OOK) è la forma più semplice di modulazione ASK (Amplitude Shift Keying), la quale rappresenta i dati digitali come presenza o assenza di una portante. Nella sua forma più semplice, la presenza di una portante per un tempo specifico rappresenta un uno binario, mentre la sua assenza, per la stessa durata temporale, rappresenta uno zero. Alcuni schemi più complessi alterano queste durate temporali per convogliare informazioni aggiuntiva.
La codifica OOK è storicamente usata per trasmettere codice Morse su frequenze radio, anche se - in linea di principio - potrebbe essere usata qualunque tipo di codifica digitale. L'OOK è anche usata diffusamente nei sistemi a fibra ottica a lunga, media e breve distanza dove, la modulazione viene anche chiamata Modulazione a conteggio di fotoni.
L'efficienza spettrale della modulazione OOK non è molto elevata a causa delle rapidissime variazioni di ampiezza della portante, ma diviene assai sensibile al rumore se non si utilizza correttamente un ricevitore rigenerativo o a supereterodina. Per una data velocità di dati, la larghezza di banda di un segnale BPSK (Binary Phase Shift keying) e la larghezza di banda del segnale OOK sono uguali.
A tassi di segnalazione non troppo elevati questo effetto può essere mitigato variando i tempi di salita e discesa dell'ampiezza della portante. Ad alte velocità si è invece soliti usare per le comunicazioni digitali formati di modulazione più efficienti come la modulazione di fase e di frequenza.
Inoltre, alle onde portanti RF, la OOK viene utilizzata anche nei sistemi ottici, come i sistemi a infrarossi IrDA.